# Быркачево
Быркачево (болг. Бъркачево) — село в Болгарии. Находится в Врачанской области, входит в общину Бяла-Слатина. Население составляет 792 человека.

## Политическая ситуация
В местном кметстве Быркачево, в состав которого входит Быркачево, должность кмета (старосты) исполняет Христо Савчев Петков (Болгарская социалистическая партия (БСП)) по результатам выборов.
Кмет (мэр) общины Бяла-Слатина — Венцислав Велков Василев (Болгарская социалистическая партия (БСП)) по результатам выборов.